# Jacob Munch Heiberg
Jacob Munch Heiberg (født 12. juni 1843 i Kristiania, død 30. april 1888 sammesteds) var en norsk anatom. Han var søn af Johan Fritzner Heiberg.
Heiberg blev cand. med. 1867, deltog på tysk side i krigen 1870—71, var derefter assistent ved de kirurgiske klinikker i Rostock og Königsberg samt oprettede 1873 øjenklinik i Kristiania. Heiberg tog doktorgraden 1875 (Bidrag til Læren om Saar) og blev 1878 professor i anatomi, histologi og embryologi ved universitetet, men måtte 1887 gå af på grund af sygdom. Han udgav Methodik der ophthalmologischische Undersuchung (1875), det på flere sprog oversatte Atlas der Hautnervengebiete (1884) og de prisbelønnede arbejder Über die Drehungen der Hand (1884) og Über die Drehung des Vorderarms (1883), muskellæren og ledlæren (1884—86) i de af ham udgivne Biologiske Meddelelser.